# Hrvatski narodni preporod u Istri
Hrvatski narodni preporod u Istri, nacionalni pokret istarskih Hrvata od 1860-ih do početka 20. stoljeća.
Odvijao se u dvama razdobljima od kojih prvo ili početno razdoblje traje od 1830-ih do početka 1860-ih, a drugo od 1860-ih do početka 20. stoljeća. U prvom razdoblju dolazi do prodora ideja ilirizma i početka smišljenoga rada na ostvarivanju nacionalnih ciljeva. Pokretač i nositelj nacionalnointegracijskih ideja u čitavom razdoblju bio je obrazovani i ekonomski neovisan građanski sloj. Budući da su pripadnici hrvatske građanske, intelektualne i ekonomske, elite bili u to doba malobrojni, početak pokreta bio je prilično neorganiziran i neusklađen. Naročito se to vidjelo u zapadnom dijelu Istarskoga poluotoka kada nakon revolucije iz 1848. godine nije istaknut nijedan hrvatski kandidat na izborima za Carevinsko vijeće. Suprotno tomu, u liburnijskoj Istri hrvatska elita bila je dobro organizirana pa je njezin kandidat za Carevinsko vijeće Kastavac Josip Vlah pobijedio u izbornom kotaru Podgrad–Volosko–Belaj.
Važno mjesto u hrvatskom narodnom preporodu u Istri ima borba za ravnopravnost hrvatskoga jezika u javnoj uporabi. Naročito je to istaknuto nakon osnutka Istarskoga sabora 1861. godine što je označilo uvođenje parlamentarnoga života u Markgrofoviju Istru. Borba za ravnopravnost hrvatskoga jezika ostvarivala se pokretanjem različitih tiskovina od kojih je najvažnija Naša sloga, glavni preporodni list pokrenut na početku 1870-ih. U to vrijeme započinju masovna okupljanja, poznata kao tabori, na kojima se raspravlja o nacionalnoj problematici.
Drugo razdoblje traje od 1860-ih do početka 20. stoljeća.
Početak tog razdoblja koincidira s vremenom kada je Austrijsko Carstvo izgubilo prostrana područja na sjeveru Italije, najprije povodom Austrijsko-sardinijskog rata 1859., a potom nakon ulaska Kraljevine Italije (osnovane 1861.) na pruskoj strani u veliki Austrijsko-Pruski rat 1866. godine. Nakon teškog gubitka talijanskih područja (etnički Talijani su sredinom 19. stoljeća činili oko 1/6 ukupnog stanovništva Austrijskog Carstva), službena Austrijska politika je neko vrijeme svoje odane hrvatske i slovenske podanike sagledavala kao branu od opasnih talijanskih teritorijalnih težnji prema Istri i okolnim područjima. Takav se generalni anti-talijanski i pro-slavenski stav austrijske države relativno brzo promijenio, nakon što je Austro - Ugarska Monarhija zajedno s Kraljevinom Italijom i Njemačkim Carstvom formirala 1882. Trojni Savez - blisko povezani politički i obrambeni blok u tinjajućem sukobu s politikama Francuskog Carstva i Britanskog Carstva.
Ta središnja ili odlučna faza integracije suvremene hrvatske nacije u Istri može se podijeliti u dvije generacije nositelja hrvatskoga nacionalnointegracijskog programa koje se razlikuju po političkom programu i dobi. Prvu ili narodnjačku generaciju predvodili su Juraj Dobrila, Dinko Vitezić i Mate Baštijan, a promicala je duh jugoslavenske ideologije đakovačkoga biskupa Josipa Jurja Strossmayera. Njezin glavni cilj bio je ujedinjenje svih Južnih Slavena. Poslije njih pojavljuje se druga ili pravaška generacija preporoditelja predvođena tzv. istarskim trolistom Matkom Laginjom, Vjekoslavom Spinčićem i Matkom Mandićem. Ova trojica prilagodila su istarskim prilikama pravašku ideologiju Ante Starčevića. Njihov glavni cilj bila je velika Hrvatska u kojoj bi bila i Istra. Protuaustrijski i protunjemački orijentirani, protivili su se dualizmu, ali su za razliku od ostalih pravaša priznavali postojanje slovenskoga naroda, pa su čak i surađivali s njegovim predstavnicima u organizaciji nacionalnoga pokreta. Hrvatsko-slovenska narodna stranka postiže dotad najbolje rezultate na izborima za Carevinsko vijeće 1907. godine, što označava početak kraja Hrvatskoga narodnog preporoda u Istri i podudara se s trajanjem narodnoga preporoda u ostalim dijelovima Hrvatske.
Opstrukciji osnivanja škola na hrvatskom jeziku od strane civilnih vlasti pod kontrolom Talijana - školovanje mladih naraštaja u talijanskim školama od sredine 19. stoljeća, glavni je uzrok korištenju talijanskog jezika kao jezika socijalne komunikacije u mnogim istarskim sredinama s hrvatskim stanovništvom, sve do danas -  doskočilo se osnivanjem (1893. god.) i uspješnim djelovanjem "Družbe sv. Ćirila i Metoda za Istru", gdje se prikupljanjem donacija diljem Hrvatske osiguralo osnivanje i djelovanje više desetaka hrvatskih škola u Istri.
Neki suvremeni povjesničari razlikuju naknadne faze hrvatskoga narodnog preporoda u Istri, pa se tako posljednja faza koja se zbivala na početku 20. stoljeća označava razdobljem stagnacije ili međufazom nacionalne integracije u kojoj se manifestiralo nejedinstvo hrvatskoga nacionalnog pokreta, dok završna faza nastupa s masovnim ustankom nakon kapitulacije Italije 1943. godine, a završava sa stvaranjem samostalne hrvatske države 1991. godine.
Najznamenitiji Istrani svog vremena koji su branili, čuvali i štitili hrvatski nacionalni duh za burnih vremena talijanizacije Istre su bili Juraj Dobrila, Matko Brajša, Viktor Car Emin, Ivan Cukon, Ivo Glavina, Antun Kalac, Luka Kirac, Eugen Kumičić, Šime Kurelić, Matko Laginja, Matko Mandić, Fran Matejčić, Ivan Rendić, Josip Ribarić, Vjekoslav Spinčić, Vinko Šepić, Dinko Trinajstić, Tone Peruško, Zvane Črnja, Božo Milanović... Karakteriziralo ih je da su bili članovima Matice hrvatske:
Ostali hrvatski intelektualci s Istre, odnosno istaknuti članovi i povjerenici Matice hrvatske za Istru bili su: Josip Batel, Juraj Dobrila, Pravdoslav Filiplić, Josip Grašić, Ante Jakić, Ernest Jelušić, Antun Kalac, Luka Kirac, Lacko Križ, Fran Novljan, Dušan pl. Preradović (sin Petra Preradovića), Ivan Rendić, Josip Ribarić, Vjekoslav Spinčić, Andrija Stanger, Vinko Šepić, Josip Velikanja i drugi.
Te osobe koje su hrabro promicale hrvatski jezik, kulturu i pisanu riječ, u vremenima kada je to bilo najpotrebnije, bili su mahom narodni svećenici i učitelji, ljudi izgrađene svijesti o pripadnosti, intelektualci koji ne šute, koji govore o bolima svoga naroda, ljudi kojima karijere, časti i materijalne koristi nisu bile važnije od skrbi za svoj narod, za njegov ravnopravan položaj u društvu.
S obzirom na to da su se Istra i još neki hrvatski krajevi (Rijeka, Kvarner, neki otoci) našli u nepovoljnim vanjskopolitičkim i unutarnjopolitičkim okolnostima, te da se moralo nastaviti borbu protiv prisilne talijanizacije hrvatskog stanovništva u ovim krajevima i pojačano nastaviti borbu za emancipaciju Hrvata, može se smatrati da je i u 20. st. ovdje trajao hrvatski narodni preporod, koji se je za razliku od većine ostalih hrvatskih krajeva, ovdje znatno teže razvijao i u mnogome kasnio. U te borce spada Oleg Mandić i drugi.

## Više informacija
- Hrvatski narodni preporod
- Juraj Dobrila
- Matko Laginja
- Hrvatsko-slovenska narodna stranka
- Pravaštvo u Istri
- Povijest Istre